# Rocheport
Rocheport är en ort i Boone County i Missouri.  Vid 2010 års folkräkning hade Rocheport 239 invånare.